# Gare de Denée-Maredsous
La gare de Denée-Maredsous est une gare ferroviaire belge fermée de la ligne 150, de Tamines à Jemelle. Elle est située à Maredsous dans la commune d’Anhée, en Région wallonne dans la province de Namur.
La gare est mise en service en 1890 par les Chemins de fer de l'État belge. Elle est fermée au service des voyageurs en 1962 et à celui des marchandises en 1964. L'ancien bâtiment devenu établissement de restauration est toujours présent en 2019.

## Situation ferroviaire
Établie à 169 mètres d'altitude, la gare de Denée-Maredsous est située au point kilométrique (pk) 25,30 de la ligne 150, de Tamines à Jemelle entre les haltes de Maredret et de Sosoye.

## Histoire
La gare de Denée-Maredsous est mise en service par les Chemins de fer de l'État belge le 15 octobre 1890, lorsqu'il ouvre à l'exploitation la section à voie unique d'Ermeton à Anhée.
La gare dispose notamment d'un pont-bascule. Vers 1900, le bâtiment en brique est constitué d'un corps central à trois ouvertures et un étage sous une toiture à deux pans. Il est encadré par deux ailes, sans étage, non symétriques : une basse de trois travées servant de salle d'attente et une aile de service avec une toiture à croupes. Un portail sous une bâtière transversale donne accès à l'aile basse pour les voyageurs. Plusieurs autres bâtiments complètent les installations. Un agrandissement du bâtiment a lieu en 1895.
La gare est fermée au trafic voyageurs le 26 août 1962  et au trafic des marchandises le 8 septembre 1964.

## Patrimoine ferroviaire
Le bâtiment d'origine est toujours présent en 2019, désaffecté du service ferroviaire il a été réaménagé en établissement de restauration des 1995. La toiture de l'aile de service a été surhaussée et alignée sur celle de l'aile basse après la réaffectation de la gare.
L'abri de quai, construit en 1912, est également conservé.
L'ancienne plateforme prévue pour deux voies dispose : d'une voie qui permet les circulations des draisines de la Molignée entre leur base de Falaën et Maredsous ; et d'une voie pour le RAVeL. 

L'ancienne gare
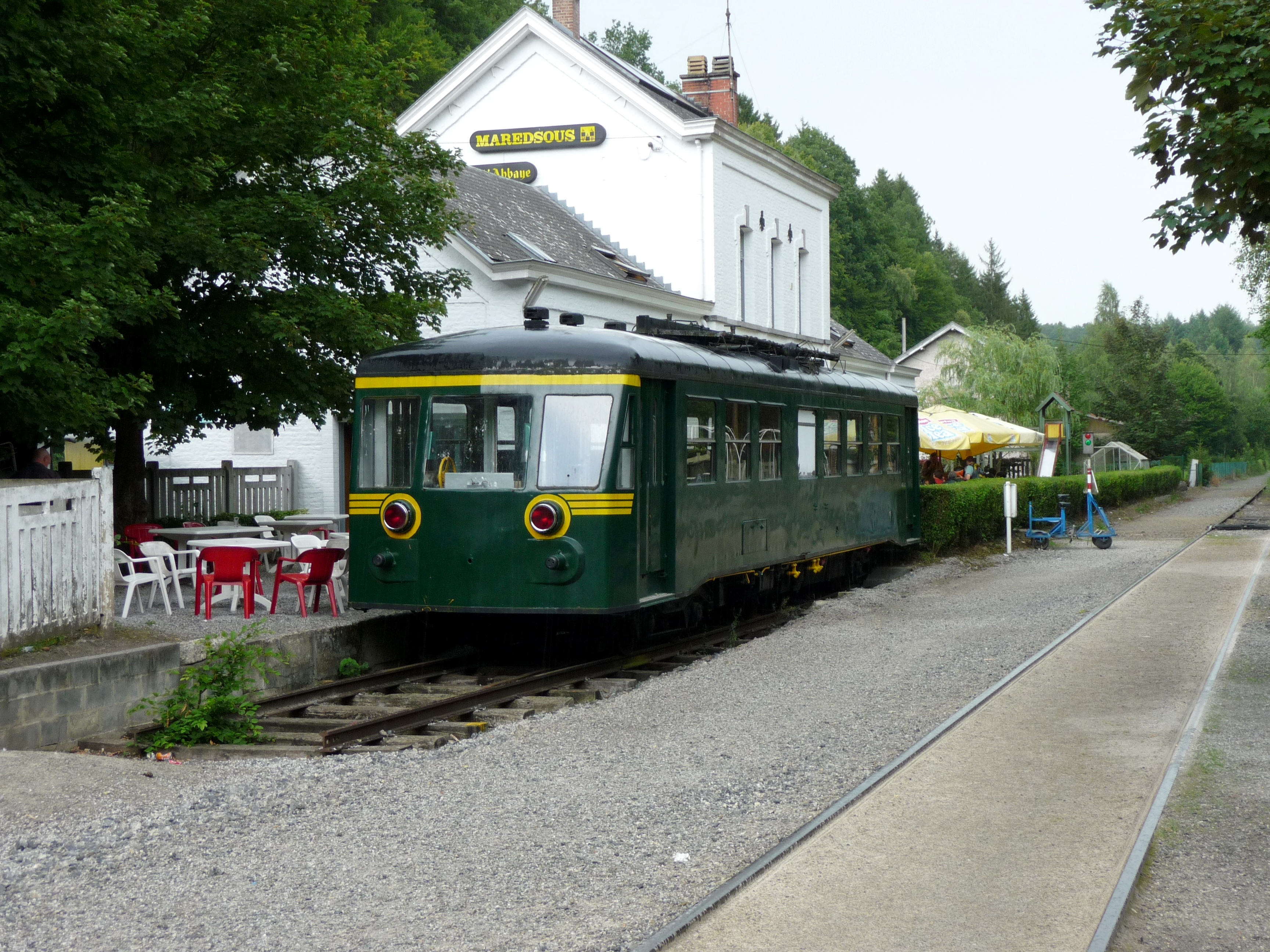
En 2009
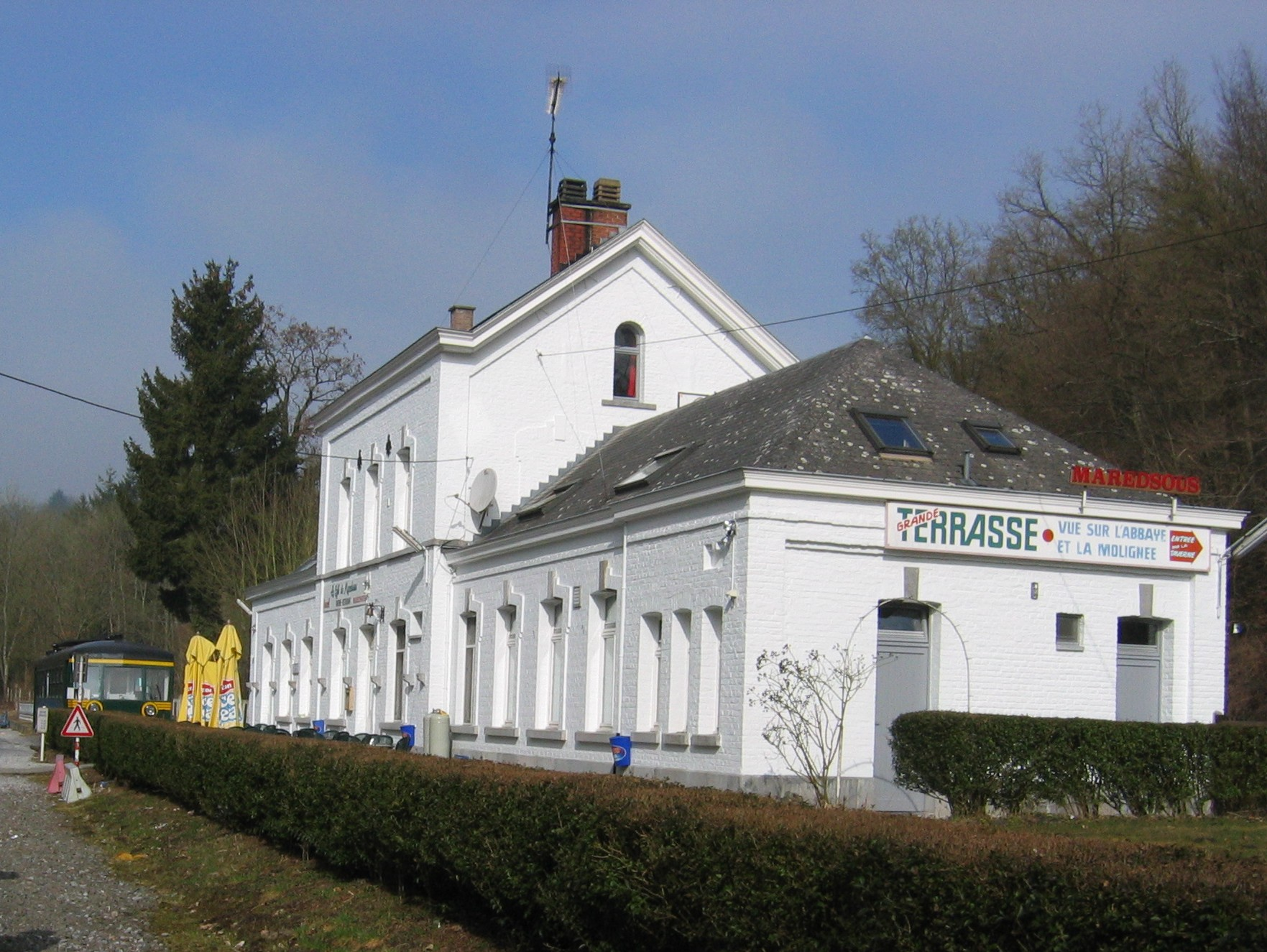
En 2006